# Sulfit
Sulfit, SO32-, er svovlforbindelser, hvor svovl er oxideret, men ikke i sit højeste oxidationstrin. Det er også navnet på en række salte af svovlsyrling.
| Kemi | Spire Denne artikel om kemi er en spire som bør udbygges. Du er velkommen til at hjælpe Wikipedia ved at udvide den. |